# Пуэрто-Сантандер (Северный Сантандер)
Пуэрто-Сантандер (исп. Puerto Santander) — город и муниципалитет в северо-восточной части Колумбии, на территории департамента Северный Сантандер. Входит в состав Северного субрегиона. Входит в состав Агломерации Кукуты.

## История
Поселение, из которого позднее вырос город, было основано 4 июля 1926 года. Муниципалитет Пуэрто-Сантандер был выделен в отдельную административную единицу в 1994 году.

## Географическое положение

Муниципалитет Пуэрто-Сантандер

Город расположен в северной части департамента, на левом берегу реки Сулии, вблизи государственной границы с Венесуэлой, на расстоянии приблизительно 45 километров к северо-северо-востоку (NNE) от города Кукута, административного центра департамента. Абсолютная высота — 50 метров над уровнем моря.
Муниципалитет Пуэрто-Сантандер граничит на северо-западе, западе и юге с территорией муниципалитета Кукута, на северо-востоке и востоке — с территорией Венесуэлы. Площадь муниципалитета составляет 42 км².

## Население
По данным Национального административного департамента статистики Колумбии, совокупная численность населения города и муниципалитета в 2015 году составляла 10 249 человек.
Динамика численности населения муниципалитета по годам:
| 2005 | 2006 | 2007 | 2008 | 2009 | 2010 | 2011 | 2012 | 2013 | 2014   | 2015   |
| ---- | ---- | ---- | ---- | ---- | ---- | ---- | ---- | ---- | ------ | ------ |
| 8720 | 8859 | 9006 | 9155 | 9311 | 9454 | 9616 | 9767 | 9933 | 10 089 | 10 249 |

Согласно данным переписи 2005 года мужчины составляли 50,8 % от населения Пуэрто-Сантандера, женщины — соответственно 49,2 %. В расовом отношении белые и метисы составляли 97,1 % от населения города; негры, мулаты и райсальцы — 2,9 %.
Уровень грамотности среди всего населения составлял 82 %.

## Экономика
Основу экономики Пуэрто-Сантандера составляют: трансграничная торговля, сельское хозяйство и рыболовство.
70,8 % от общего числа городских и муниципальных предприятий составляют предприятия торговой сферы, 17,4 % — предприятия сферы обслуживания, 6,6 % — промышленные предприятия, 5,2 % — предприятия иных отраслей экономики.